# 晉侯緡
晉侯緡（？—前679年），姬姓，名緡，是春秋時期諸侯國晉國的國君，晉鄂侯之子、晉哀侯之弟，晉國第十七任君主，在位26年。
前704年，周桓王出兵擊敗曲沃武公，立公子緡為晉侯。前679年，曲沃武公出兵曲沃代翼，並向周僖王賄賂，僖王命曲沃武公為晉君，列為諸侯。

### 腳注
1. ↑  《史記·晉世家第九》：「晉小子之四年，曲沃武公誘召晉小子殺之……」
2. ↑  《左傳》〈桓公八年〉：“王命虢仲立晋哀侯之弟缗于晋。”
3. ↑  《史記·晉世家第九》：「晉侯二十八年，齊桓公始霸。曲沃武公伐晉侯緡，滅之……」

| 前任： 侄晉小子侯 | 晉國君主 前704年－前679年 | 繼任： 為晉武公吞併 |